# Myotis dinellii
Myotis dinellii é uma espécie de morcego da família Vespertilionidae. Pode ser encontrada no Brasil, Bolívia e Argentina.

## Nomenclatura e taxonomia
A espécie foi descrita por Oldfield Thomas em 1902 como Myotis dinellii. Em 1928, Miller e Allen consideraram dinellii como uma subespécie de Myotis levis. Esse status subespecífico foi utilizado por grande parte dos taxonomistas até 2005. Em 2006, ambos os táxons dinellii e levis foram encontrados numa mesma localidade na Argentina, sendo então considerados distintos em nível específico. Em 2013, um estudo morfológico e morfométrico confirmou Myotis dinellii como espécie distinta de M. levis.